# Floorball Deutschland Pokal 2023/24 (Frauen)
Der Floorball Deutschland Pokal 2023/24 war die zwölfte Austragung des Floorballpokalwettbewerbs der Frauen. Das Final Four fand am 11. und 12. Mai 2024 und somit nach Abschluss der Bundesligen in der Berliner Max-Schmeling-Halle statt.
Diese Saison nahmen 17 Mannschaften teil, was einen Rekord bei der Teilnehmeranzahl darstellte. Als Titelverteidiger gingen die Dümptener Füchse in den Wettbewerb. Im Finale konnten sich die ETV Lady Piranhhas Hamburg ihren zweiten Pokaltitel mit einem 5:2 gegen den Zweitligisten Floorball-Club München sichern.

## Teilnehmende Mannschaften
| Bundesliga                                                                          | 2. Bundesliga/nur Pokal |
| Gruppe Nord                                                                         | |
| Dümptener Füchse ETV Lady Piranhhas Hamburg FloorballBB United TV Eiche Horn Bremen | Red Devils Wernigerode (II) Förde Deerns (nP) STV Sedelsberg Floorball Hawks (nP) TV Dinklage (nP)                                                 |
| Gruppe Süd                                                                          | |
| MFBC Leipzig/Grimma UHC Sparkasse Weißenfels SSF Dragons Bonn TSG Erlensee          | Floorball-Club München (II) SG Floorball Mainz / ESV Ingolstadt Schanzer Ducks (nP) USV TU Dresden (nP) Floor Fighters Chemnitz (nP) USV Jena (nP) |
| Fett markierte Mannschaften waren im Final 4                                        | |

## Modus
Floorball Deutschland hatte beschlossen, dass es für die diesjährige Austragung bis zum Achtelfinale wird es eine regionale Unterteilung in eine Nord- und Südstaffel geben wird.

## Sechzehntelfinale
Alle anderen Mannschaften erhielten ein Freilos.

### Gruppe Süd
| 18. November 2023 14:00 Uhr |  | Floorball-Club München (II) | 9:1 (5:0, 0:1, 4:0) Spielbericht | USV Jena (nP) | Bildungscampus Riem, München Zuschauer: 53 |

## Achtelfinale

### Gruppe Nord
| 20. Januar 2024 14:00 Uhr |  | ETV Lady Piranhhas Hamburg (I) | 11:3 (2:1, 2:0, 7:2) Spielbericht | Dümptener Füchse (I) | Sporthalle Hoheluft, Hamburg Zuschauer: 212 |

| 20. Januar 2024 14:00 Uhr |  | TV Dinklage (nP) | 2:16 (1:5, 1:7, 0:4) Spielbericht | TV Eiche Horn Bremen (I) | TVD Sportpark 04, Dinklage Zuschauer: 115 |

| 21. Januar 2024 13:00 Uhr |  | Red Devils Wernigerode (II) | 10:3 (4:0, 2:1, 4:2) Spielbericht | FloorballBB United (I) | Stadtfeldhalle, Wernigerode Zuschauer: 128 |

| 21. Januar 2024 14:00 Uhr |  | STV Sedelsberg Floorball Hawks (nP) | 9:8 n. V. (5:5, 3:2, 0:1, 1:0) Spielbericht | Förde Deerns (nP) | TVD Sportpark 04, Dinklage Zuschauer: 50 |

### Gruppe Süd
| 20. Januar 2024 15:00 Uhr |  | Floor Fighters Chemnitz (nP) | 2:13 (1:5, 0:2, 1:6) Spielbericht | UHC Sparkasse Weißenfels (I) | Jahnbaude, Chemnitz Zuschauer: 78 |

| 20. Januar 2024 17:30 Uhr |  | Floorball-Club München (II) | 5:4 (1:2, 3:1, 1:1) Spielbericht | TSG Erlensee (I) | Bildungscampus Riem, München Zuschauer: 83 |

| 21. Januar 2024 13:00 Uhr |  | MFBC Leipzig/Grimma (I) | 12:3 (5:1, 6:0, 1:2) Spielbericht | SSF Dragons Bonn (I) | Sporthalle am Rabet, Leipzig Zuschauer: 111 |

| 21. Januar 2024 13:00 Uhr |  | SG Floorball Mainz / ESV Ingolstadt Schanzer Ducks (nP) | 5:2 (2:0, 1:2, 2:0) Spielbericht | USV TU Dresden (nP) | Sporthalle der Gustav-Stresemann-Wirtschaftsschule, Mainz Zuschauer: 82 |

## Viertelfinale
| 24. Februar 2024 18:00 Uhr |  | Red Devils Wernigerode (I) | 1:10 (0:4, 1:0, 0:6) Spielbericht | UHC Sparkasse Weißenfels (I) | Stadtfeldhalle, Weißenfels Zuschauer: 286 |

| 25. Februar 2024 12:00 Uhr |  | STV Sedelsberg Hawks (nP) | 2:6 (1:3, 0:0, 1:3) Spielbericht | Floorball-Club München (I) | Schulzentrum Ramsloh, Ramsloh Zuschauer: 100 |

| 25. Februar 2024 13:00 Uhr |  | SG Floorball Mainz / ESV Ingolstadt Schanzer Ducks (nP) | 6:3 (3:1, 2:1, 1:1) Spielbericht | TV Eiche Horn Bremen (I) | Sporthalle Gustav-Stresemann-Wirtschaftsschule, Mainz Zuschauer: 103 |

| 25. Februar 2024 13:00 Uhr |  | MFBC Leipzig/Grimma (I) | 4:5 (1:2, 1:1, 2:2) Spielbericht | ETV Lady Piranhhas Hamburg (I) | Sporthalle am Rabet, Leipzig Zuschauer: 151 |

## Final 4

### Halbfinale
| 11. Mai 2024 10:00 Uhr |  | Floorball-Club München (II) | 10:4 (5:0, 3:1, 2:3) Spielbericht | SG Floorball Mainz / ESV Ingolstadt Schanzer Ducks (nP) | Max-Schmeling-Halle, Berlin Zuschauer: 685 |

| 11. Mai 2024 13:00 Uhr |  | UHC Sparkasse Weißenfels (I) | 3:5 (1:1, 2:1, 0:3) Spielbericht | ETV Lady Piranhhas Hamburg (I) | Max-Schmeling-Halle, Berlin Zuschauer: 1531 |

### Finale
| 12. Mai 2024 12:30 Uhr |  | Floorball-Club München (II) | 2:5 (0:2, 0:2, 2:1) Spielbericht | ETV Lady Piranhhas Hamburg (I) | Max-Schmeling-Halle, Berlin Zuschauer: 1444 |